# 22-2000 Cidade Aberta
22-2000 Cidade Aberta é um seriado brasileiro, exibido entre os anos de 1965 e 1966, sendo considerado o primeiro seriado da Globo.
Co-produzido pelo TV Globo Rio de Janeiro, jornal O Globo e Herbert Richers, foi patrocinada pela Shell. Originalmente exibido todas as segundas às 22:00, passou a ser exibido aos domingos às 23:00. O seriado estreou no dia 27 de abril de 1965 e durou até 28 de agosto de 1966.
O seriado conta as aventuras de Márcio Moura (Jardel Filho), um veterano repórter policial do jornal O Globo que investiga crimes cometidos. Ele sempre conta com a ajuda do jovem foca (no jargão jornalístico, significa profissional iniciante) Carlinhos (Cláudio Cavalcanti), e de vez em quando entra em conflito com o editor de O Globo (Antônio Petrin). A dupla de repórteres muitas vezes tinha que disputar os casos com o delegado (Fregolente). Nessa época, o número que integrava o título da série, 22-2000, era uma referência ao telefone do jornal O Globo. Cada história contava um enredo completo. "O Rapto de Miss Brasil" e "O Roubo da Coroa Imperial", como os títulos indicam, eram referências aos mistérios a serem desvendados pelos repórteres.
O primeiro episódio "30 Moedas", teve como atores convidados Jece Valadão e Vera Vianna. Elizabeth Gasper participou do episódio "O Assassino", e Sônia Dutra atuou em "A Isca", os dois exibidos em maio do ano de estreia.
Em 1966, ano em que a série foi encerrada, as aventuras do repórter Márcio Moura se adaptaram para os gibis da Rio Gráfica Editora (hoje Editora Globo), através do roteirista e desenhista de suas histórias Edmundo Rodrigues, o mesmo que, nos anos de 1950, havia desenhado as histórias da série Jerônimo, o Herói do Sertão, famoso seriado transmitido pela Rádio Nacional e pela Rede Tupi.
Em 1969, quatro anos depois do fim de 22-2000 Cidade Aberta, o repórter Márcio Moura ganhou um longa-metragem A um Pulo da Morte, com direção de Victor Lima.
O seriado também contou com a participação de atores como Milton Moraes, Jorge Dória, Dary Reis e Paulo Padilha.

## Ficha técnica
- roteiro: Domingos de Oliveira
- direção: Victor Lima
- supervisão: Abdon Torres
- fotografia: José Rosa